# Ionikos de Nicea

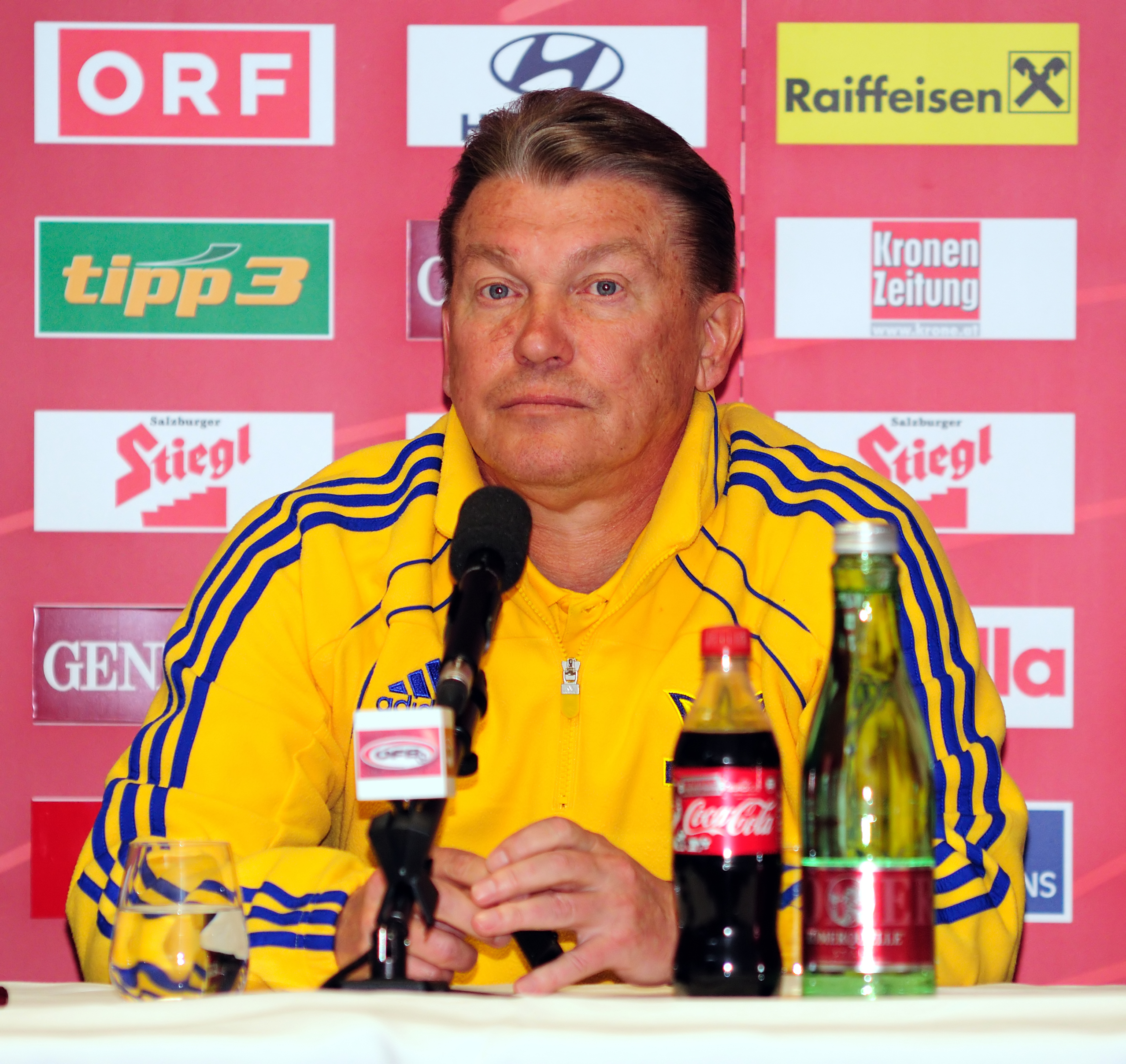
Oleg Blokhin es uno de los entrenadores más exitosos en la historia del Ionikos

El Ionikós F. C. (en griego: Αθλητικός Όμιλος Ιωνικός Νικαίας, Athlitikós Ómilos Ionikós Nikeas, en español: Grupo Deportivo Ionikós de Nicea), es un club de fútbol griego de Níkea, en la Prefectura del Pireo. Fue fundado en 1965 y actualmente juega en la Segunda Superliga de Grecia. Disputa sus partidos en el Estadio Municipal Neápolis de Nicea. Entre sus mayores logros está la Clasificación de la Primera División Griega en 5º lugar durante dos temporadas consecutivas, en la 1997-98 y 1998-99 , accediendo a disputar la Copa de la UEFA en la temporada siguiente.

## Historia
El club fue fundado en junio de 1965 por Alex Meraklidis, a partir de la fusión de dos clubes de la zona, la Unión Deportiva de Nicea y el Aris del Pireo.

## Uniforme
- Uniforme titular: Camiseta azul, pantalón azul, medias azules.
- Uniforme alternativo: Camiseta blanca, pantalón blanco, medias blancas.

## Palmarés

### Torneos nacionales
- Segunda Superliga de Grecia: 1

2020/21
- Subcampeón de la Copa de Grecia en 2000

## Participación en competiciones de la UEFA
| Temporada | Torneo   | Ronda | Club   | Local | Visita | Global |
| --------- | -------- | ----- | ------ | ----- | ------ | ------ |
|           |          |       |        |       |        |        |
| 1988–89   | UEFA Cup | 1     | Nantes | 1–3   | 0–1    | 1-4    |